# Leichtathletik-Europameisterschaften 2006/Dreisprung der Frauen

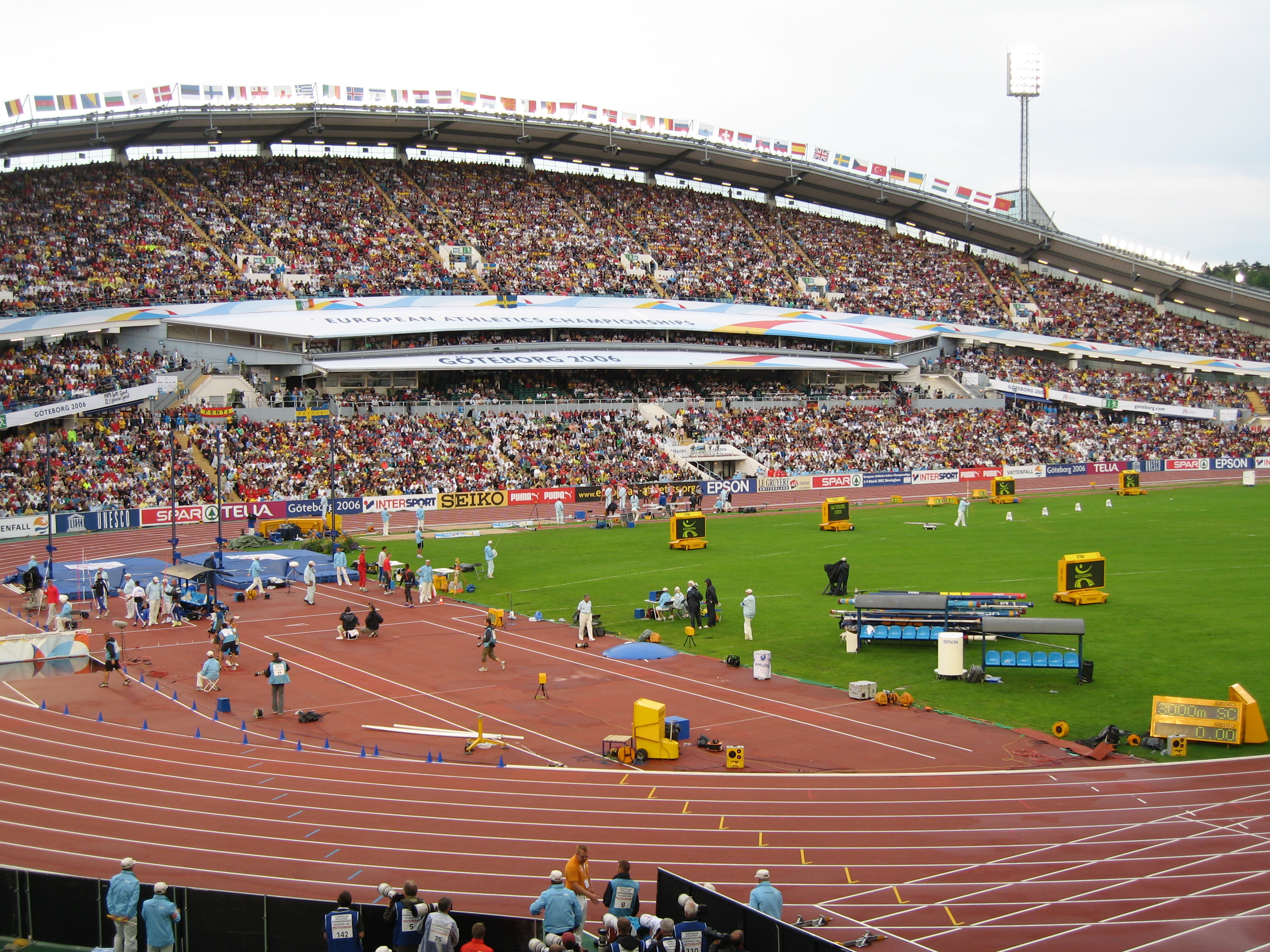
Das Ullevi-Stadion in Göteborg während der Europameisterschaften 2006

Der Dreisprung der Frauen bei den Leichtathletik-Europameisterschaften 2006 wurde am 8. und 9. August 2006 im Ullevi-Stadion der schwedischen Stadt Göteborg ausgetragen.
Mit Gold und Bronze errangen die russischen Dreispringerinnen in diesem Wettbewerb zwei Medaillen.
Europameisterin wurde die Olympiazweite von 2000, Olympiadritte von 2004 und zweifache Weltmeisterin (2001/2003) Tatjana Lebedewa.
Silber ging an die griechische Olympiazweite von 2004 Hrisopiyí Devetzí.
Die WM-Dritte von 2005 Anna Pjatych belegte Rang drei.

## Rekorde

### Bestehende Rekorde
| Weltrekord           | 15,50 m | Inessa Krawez  | WM Göteborg, Schweden | 10. August 1995 |
| Europarekord         | 15,50 m | Inessa Krawez  | WM Göteborg, Schweden | 10. August 1995 |
| Meisterschaftsrekord | 14,89 m | Anna Birjukowa | EM Helsinki, Finnland | 8. August 1994  |

### Rekordverbesserungen
Der bestehende EM-Rekord wurde im Finale am 9. August zweimal verbessert:
- 15,05 m – Hrisopiyí Devetzí (Griechenland), erster Versuch bei einem Rückenwind von 0,9 m/s
- 15,15 m – Tatjana Lebedewa (Russland), sechster Versuch bei einem Rückenwind von 1,4 m/s

## Windbedingungen
In den folgenden Ergebnisübersichten sind die Windbedingungen zu den jeweiligen Sprüngen mitbenannt. Der erlaubte Grenzwert liegt bei zwei Metern pro Sekunde. Bei stärkerer Windunterstützung wird die Weite für den Wettkampf gewertet, findet jedoch keinen Eingang in Rekord- und Bestenlisten.

## Legende
Kurze Übersicht zur Bedeutung der Symbolik – so üblicherweise auch in sonstigen Veröffentlichungen verwendet:
| CR  | Championshiprekord    |
| NM  | keine Weite (no mark) |
| ogV | ohne gültigen Versuch |
| –   | verzichtet            |
| x   | ungültig              |

## Qualifikation
8. August 2006, 10:05 Uhr
25 Teilnehmerinnen traten in zwei Gruppen zur Qualifikationsrunde an. Die Qualifikationsweite für den direkten Finaleinzug betrug 14,05 m. Neun Athletinnen übertrafen diese Marke (hellblau unterlegt). Das Finalfeld wurde mit den drei nächstplatzierten Sportlerinnen auf zwölf Springerinnen aufgefüllt (hellgrün unterlegt). So mussten schließlich 13,93 m für die Finalteilnahme erbracht werden.

### Gruppe A

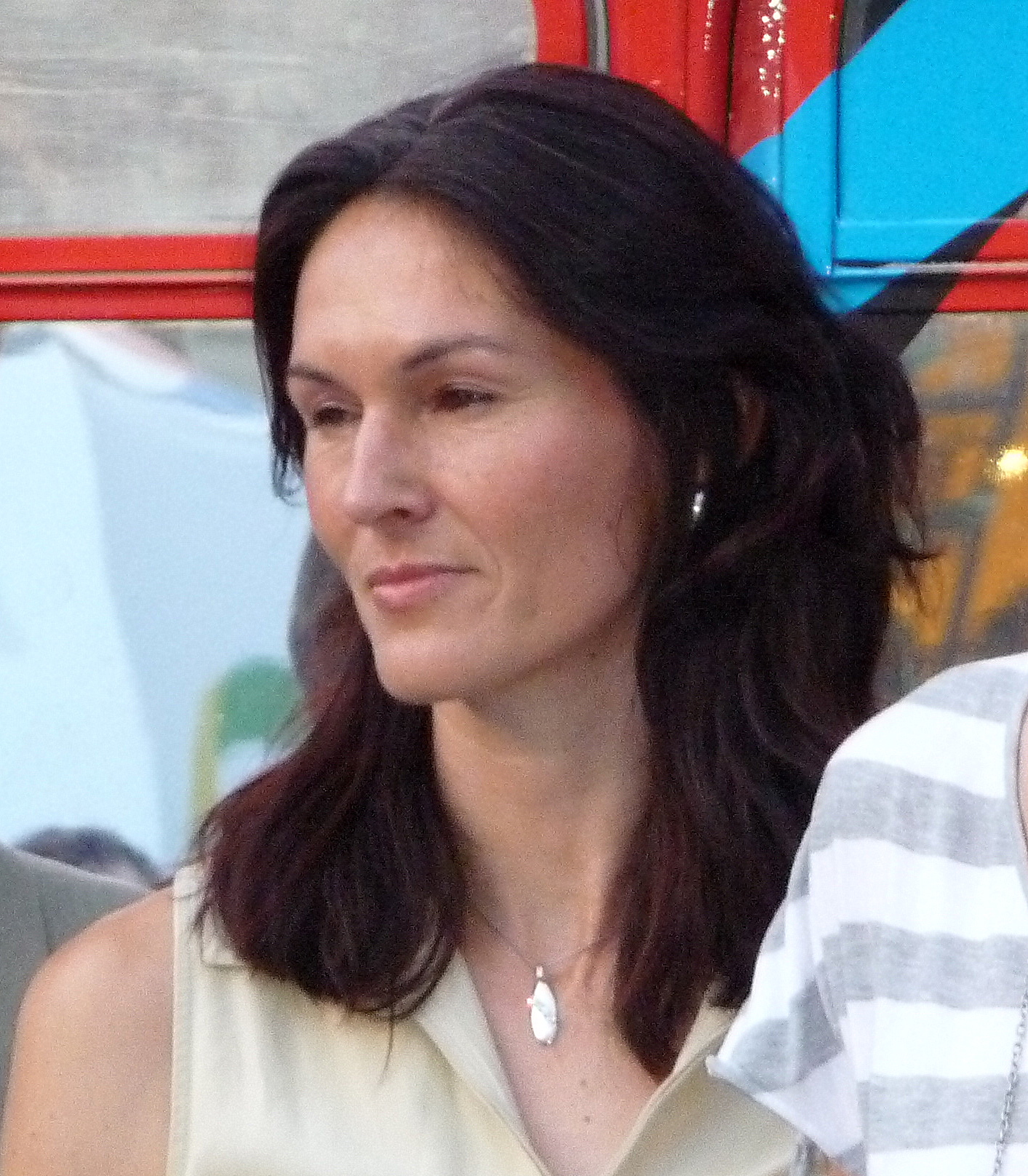
Šárka Kašpárková, 1997 Weltmeisterin und 1998 Vizeeuropameisterin, war nach 13,39 m nicht im Finale dabei
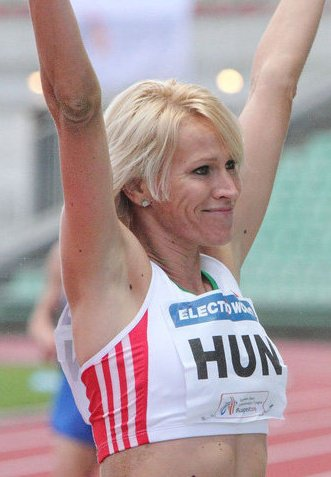
Mit 12,41 m schied Zita Ajkler in der Qualifikation aus
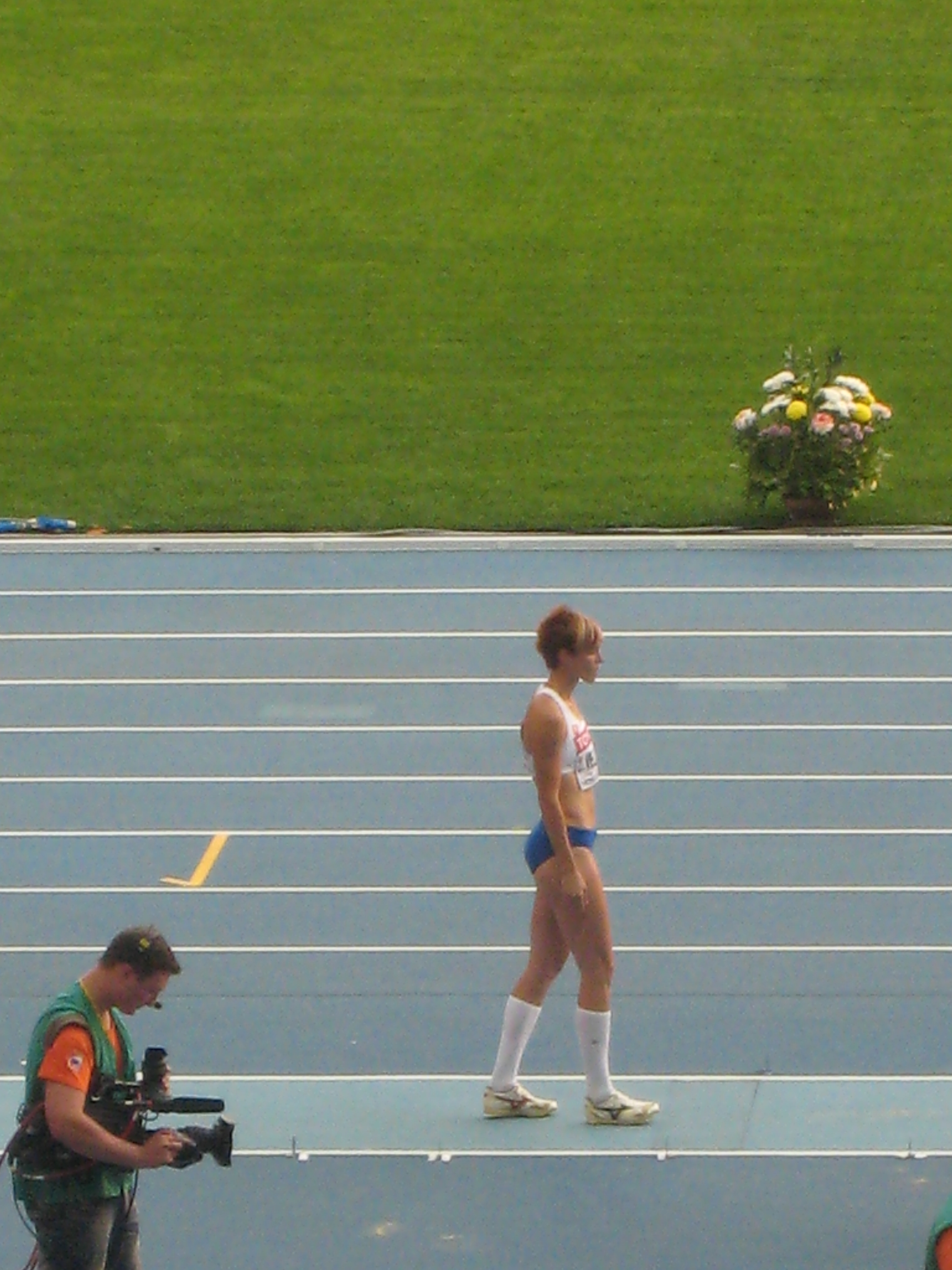
Dana Velďákovás 11,44 m waren für eine Finalteilnahme deutlich zu wenig

| Platz | Name                 | Nation       | Bestweite (m) | 1. Versuch (m) Wind (m/s) | 2. Versuch (m) Wind (m/s) | 3. Versuch (m) Wind (m/s) |
| 1     | Tatjana Lebedewa     | Russland     | 14,36         | 14,36 / −0,3              | –                         | –                         |
| 2     | Olessja Bufalowa     | Russland     | 14,34         | 14,34 / +0,9              | –                         | –                         |
| 3     | Natallja Safronawa   | Belarus      | 14,21         | 13,95 / +0,9              | 14,21 / +0,3              | –                         |
| 4     | Carlota Castrejana   | Spanien      | 14,08         | x                         | 14,08 / −0,3              | –                         |
| 5     | Małgorzata Trybańska | Polen        | 13,93         | 13,55 / +0,9              | 13,93 / +1,3              | x                         |
| 6     | Dímitra Márkou       | Griechenland | 13,86         | 13,38 / −1,4              | 13,03 / +1,0              | 13,86 / +1,1              |
| 7     | Magdelín Martínez    | Italien      | 13,84         | 13,84 / −0,4              | 13,77 / +0,8              | x                         |
| 8     | Amy Zongo            | Frankreich   | 13,67         | 13,38 / +0,8              | x                         | 13,67 / +1,0              |
| 9     | Natalia Kilpeläinen  | Finnland     | 13,66         | 13,58 / +0,6              | 13,66 / +1,7              | x                         |
| 10    | Šárka Kašpárková     | Tschechien   | 13,39         | x                         | 13,39 / +0,8              | x                         |
| 11    | Alexandra Zelenina   | Moldau       | 13,12         | x                         | 13,12 / +1,5              | x                         |
| 12    | Zita Ajkler          | Ungarn       | 12,42         | 12,42 / +0,9              | x                         | 12,05 / +1,8              |
| 13    | Dana Velďáková       | Slowakei     | 11,44         | x                         | 11,44 / −0,6              | x                         |

### Gruppe B

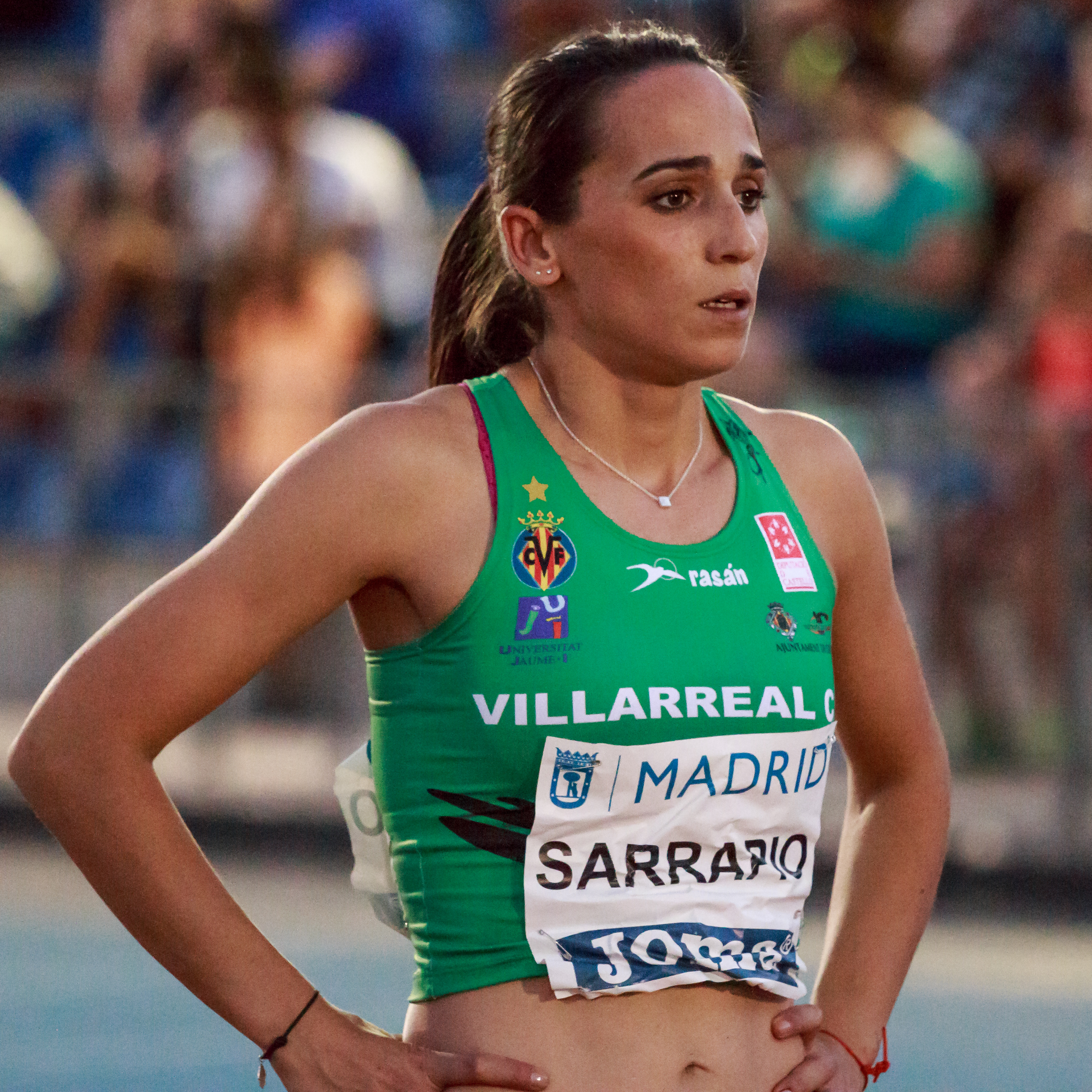
13,57 m reichten für Patricia Sarrapio nicht, um im Finale mitzuspringen
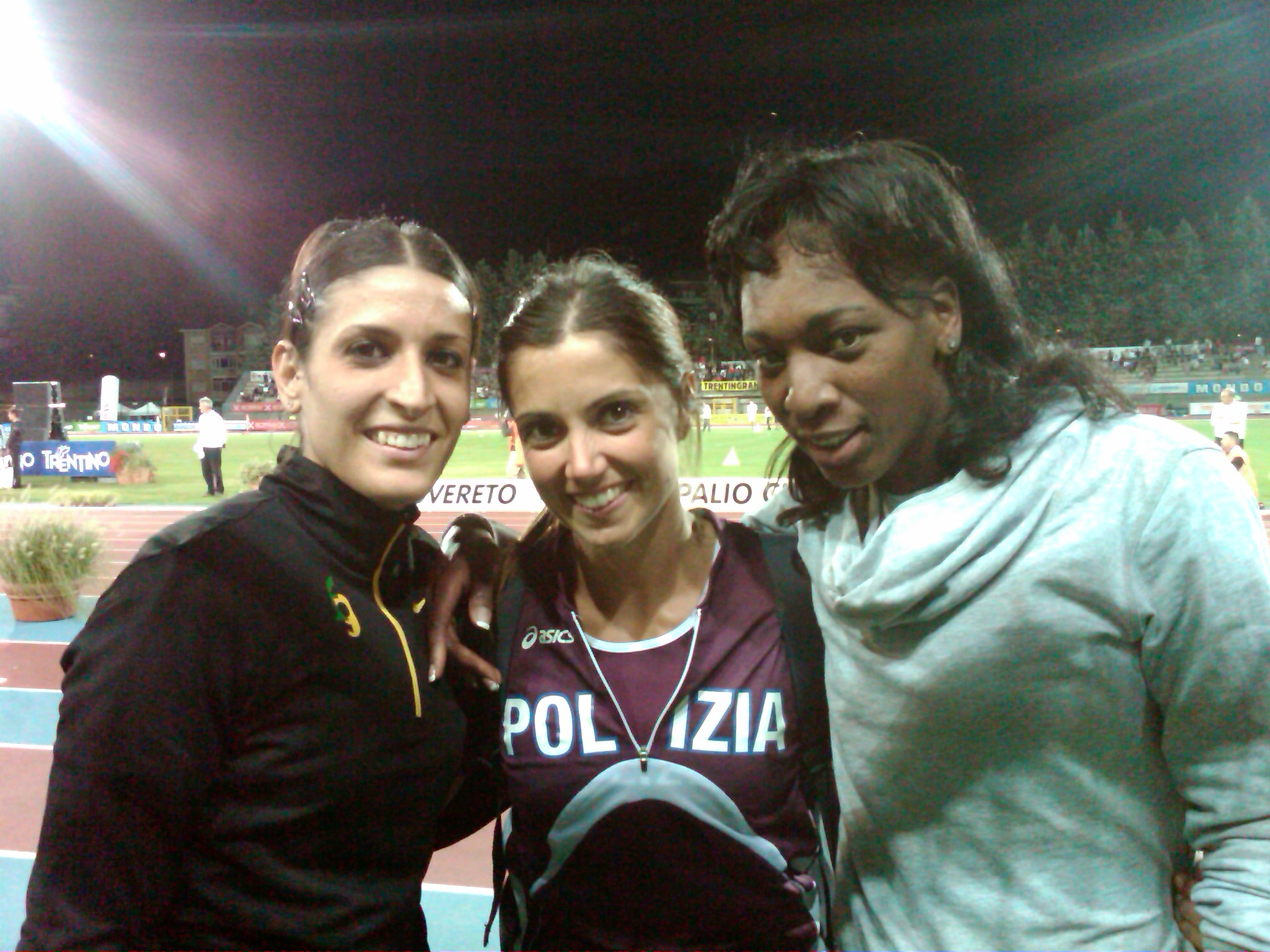
Simona La Mantia (Mitte) gelang in der Qualifikation kein gültiger Versuch

| Platz | Name              | Nation       | Bestweite (m) | 1. Versuch (m) Wind (m/s) | 2. Versuch (m) Wind (m/s) | 3. Versuch (m) Wind (m/s) |
| 1     | Hrisopiyí Devetzí | Griechenland | 14,64         | x                         | 14,64 / +0,6              | –                         |
| 2     | Teresa Marinowa   | Bulgarien    | 14,17         | 14,03 / +0,5              | 14,17 / −0,2              | –                         |
| 3     | Anna Pjatych      | Russland     | 14,11         | 14,11 / +0,2              | –                         | –                         |
| 4     | Teresa Nzola Meso | Frankreich   | 14,07         | 13,58 / −1,3              | 13,74 / +0,9              | 14,07 / +1,2              |
| 5     | Olha Saladucha    | Ukraine      | 14,06         | 14,06 / −1,0              | –                         | –                         |
| 6     | Adelina Gavrilă   | Rumänien     | 14,00         | 13,68 / +0,7              | x                         | 14,00 / +0,9              |
| 7     | Camilla Johansson | Schweden     | 13,94         | x                         | x                         | 13,94 / +0,7              |
| 8     | Irina Beskrovnaja | Slowakei     | 13,60         | 13,20 / −1,2              | 13,45 / +1,0              | 13,60 / +0,3              |
| 9     | Patricia Sarrapio | Spanien      | 13,57         | 13,57 / −0,3              | x                         | x                         |
| 10    | Veera Baranova    | Estland      | 13,56         | x                         | 13,68 / +0,1              | 13,56 / +1,3              |
| 11    | Julia Dubina      | Georgien     | 12,77         | x                         | x                         | 12,77 / +0,7              |
| NM    | Simona La Mantia  | Italien      | ogV           | x                         | x                         | x                         |

## Finale
9. August 2006, 17:45 Uhr
| Platz | Name                 | Nation       | Resultat (m) | 1. Versuch (m) Wind (m/s) | 2. Versuch (m) Wind (m/s) | 3. Versuch (m) Wind (m/s) | 4. Versuch (m) Wind (m/s)                     | 5. Versuch (m) Wind (m/s)                     | 6. Versuch (m) Wind (m/s)                     |
| 1     | Tatjana Lebedewa     | Russland     | 15,15 CR     | 14,31000/ +0,6            | 14,69 / +0,3              | 14,89 / +1,0              | 14,92 / +1,1                                  | 14,76 / +0,7                                  | 15,15 CR / +1,4                               |
| 2     | Hrisopiyí Devetzí    | Griechenland | 15,05000     | 15,05 CR / +0,9           | 14,24 / +2,1              | x                         | x                                             | 14,50 / ±0,0                                  | 14,43000/ +1,1                                |
| 3     | Anna Pjatych         | Russland     | 15,02000     | x                         | 14,64 / +0,6              | 14,95 / −0,6              | 12,81 / −0,6                                  | 14,47 / +1,0                                  | 15,02000/ +0,9                                |
| 4     | Olha Saladucha       | Ukraine      | 14,38000     | 14,06000/ +0,7            | 14,35 / +0,6              | 12,35 / +1,4              | 14,38 / +1,4                                  | 14,14 / +0,7                                  | 14,05000/ +2,1                                |
| 5     | Olessja Bufalowa     | Russland     | 14,23000     | 14,23000/ −0,8            | 11,74 / +0,1              | 13,98 / −0,5              | 14,07 / +1,3                                  | 14,16 / +1,3                                  | 14,02000/ +1,5                                |
| 6     | Teresa Marinowa      | Bulgarien    | 14,20000     | x                         | 14,20 / +1,3              | 13,97 / +0,1              | 14,02 / +0,3                                  | 14,16 / +1,2                                  | 14,09000/ +1,3                                |
| 7     | Adelina Gavrilă      | Rumänien     | 14,19000     | x                         | x                         | 14,19 / +0,7              | x                                             | 13,92 / +2,3                                  | x                                             |
| 8     | Natallja Safronawa   | Belarus      | 14,13000     | 14,13000/ +0,5            | 14,02 / +1,7              | x                         | 14,02 / +1,6                                  | x                                             | 14,05000/ +1,6                                |
| 9     | Teresa Nzola Meso    | Frankreich   | 13,76000     | 13,76000/ +0,4            | x                         | 13,60 / +0,5              | nicht im Finale der besten acht Springerinnen | nicht im Finale der besten acht Springerinnen | nicht im Finale der besten acht Springerinnen |
| 10    | Camilla Johansson    | Schweden     | 13,74000     | 13,74000/ +1,3            | 13,70 / +0,8              | 13,57 / +0,6              | nicht im Finale der besten acht Springerinnen | nicht im Finale der besten acht Springerinnen | nicht im Finale der besten acht Springerinnen |
| 11    | Carlota Castrejana   | Spanien      | 13,74000     | x                         | 13,74 / +1,6              | x                         | nicht im Finale der besten acht Springerinnen | nicht im Finale der besten acht Springerinnen | nicht im Finale der besten acht Springerinnen |
| 12    | Małgorzata Trybańska | Polen        | 13,61000     | 13,53000/ −0,8            | 13,61 / ±0,0              | x                         | nicht im Finale der besten acht Springerinnen | nicht im Finale der besten acht Springerinnen | nicht im Finale der besten acht Springerinnen |

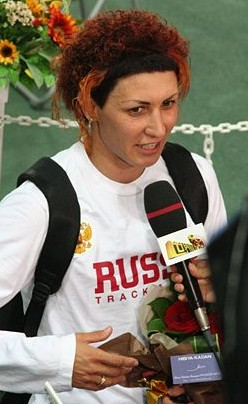
Europameisterin Tatjana Lebedewa, 2000 Olympiazweite, 2004 Olympiadritte und zweifache Weltmeisterin (2001/2003) – später allerdings als Dopingbetrügerin überführt

Im ersten Versuch des Wettbewerbs erzielte Chrysopigi Devetzi mit 15,05 m persönliche Saisonbestleistung. Die beiden favorisierten Russinnen Anna Pjatych und Tatjana Lebedewa rückten allerdings mit jedem Durchgang näher. Mit ihrem letzten Sprung gelang es Lebedewa, die Griechin zu überholen und Europameisterin zu werden.

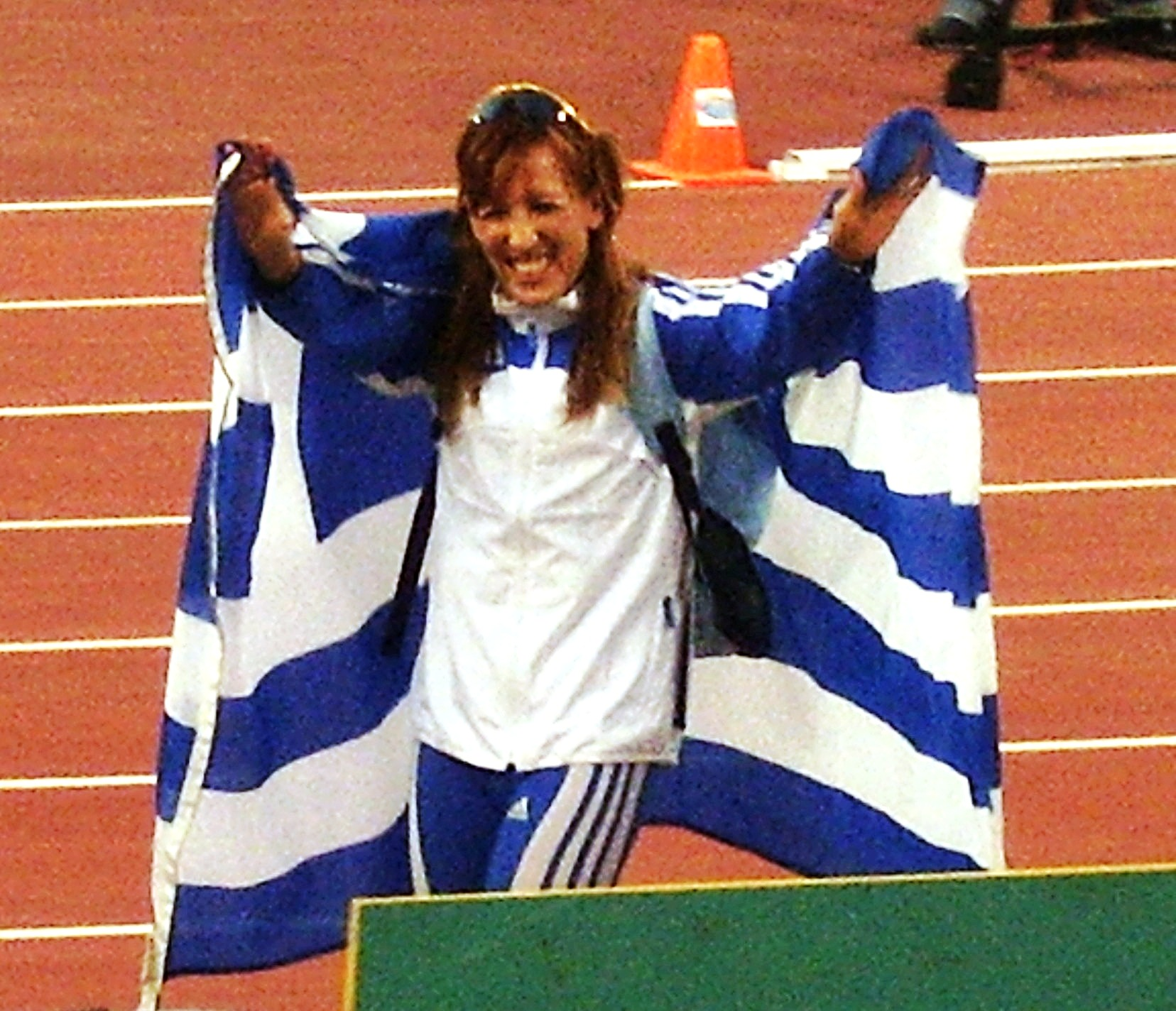
Vizeeuropameisterin Hrisopiyí Devetzí, 2004 Olympiazweite – später mehrfach in Dopingaffären verwickelt
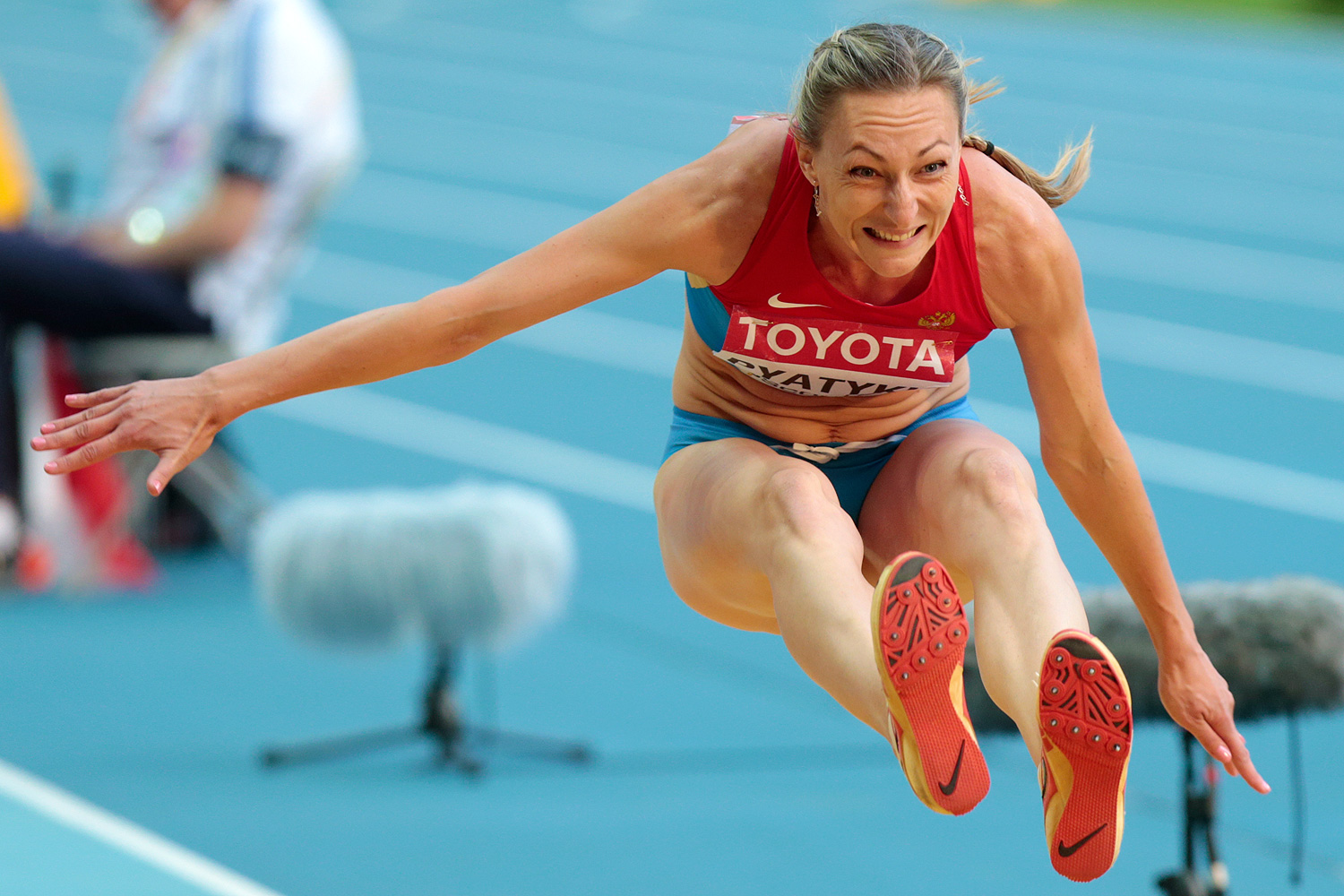
Bronzemedaillengewinnerin Anna Pjatych, 2005 WM-Dritte – wie die beiden anderen Medaillengewinnerinnen wurde auch Anna Pjatych später wegen Dopingbetrugs gesperrt
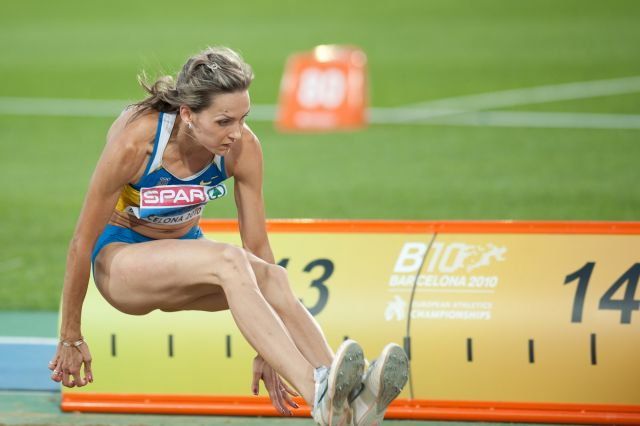
Die viertplatzierte Olha Saladucha hatte ihre großen Erfolge noch vor sich – unter anderem Weltmeisterin 2011, Olympiabronze 2012 und dreifache Europameisterin (2010/2012/2014)
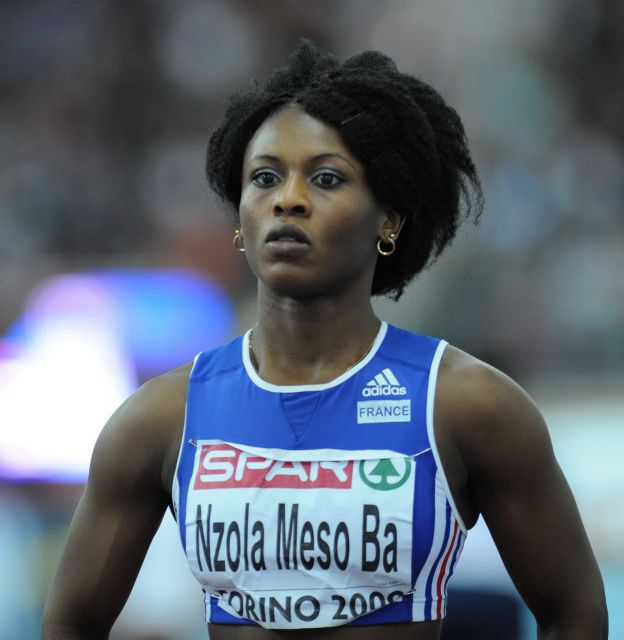
Teresa Nzola Meso kam auf Rang neun

## Videolinks
- 2006 European Championships Women's Triple Jump - 1st Tatyana Lebedeva, youtube.com, abgerufen am 31. Januar 2023
- 2006 Gothenburg Chrysopigi Devetzi 15 05, youtube.com, abgerufen am 31. Januar 2023
- 2006 European Championships Women's Triple Jump - 3rd Anna Pyatykh, youtube.com, abgerufen am 31. Januar 2023